# Hadrian VI.

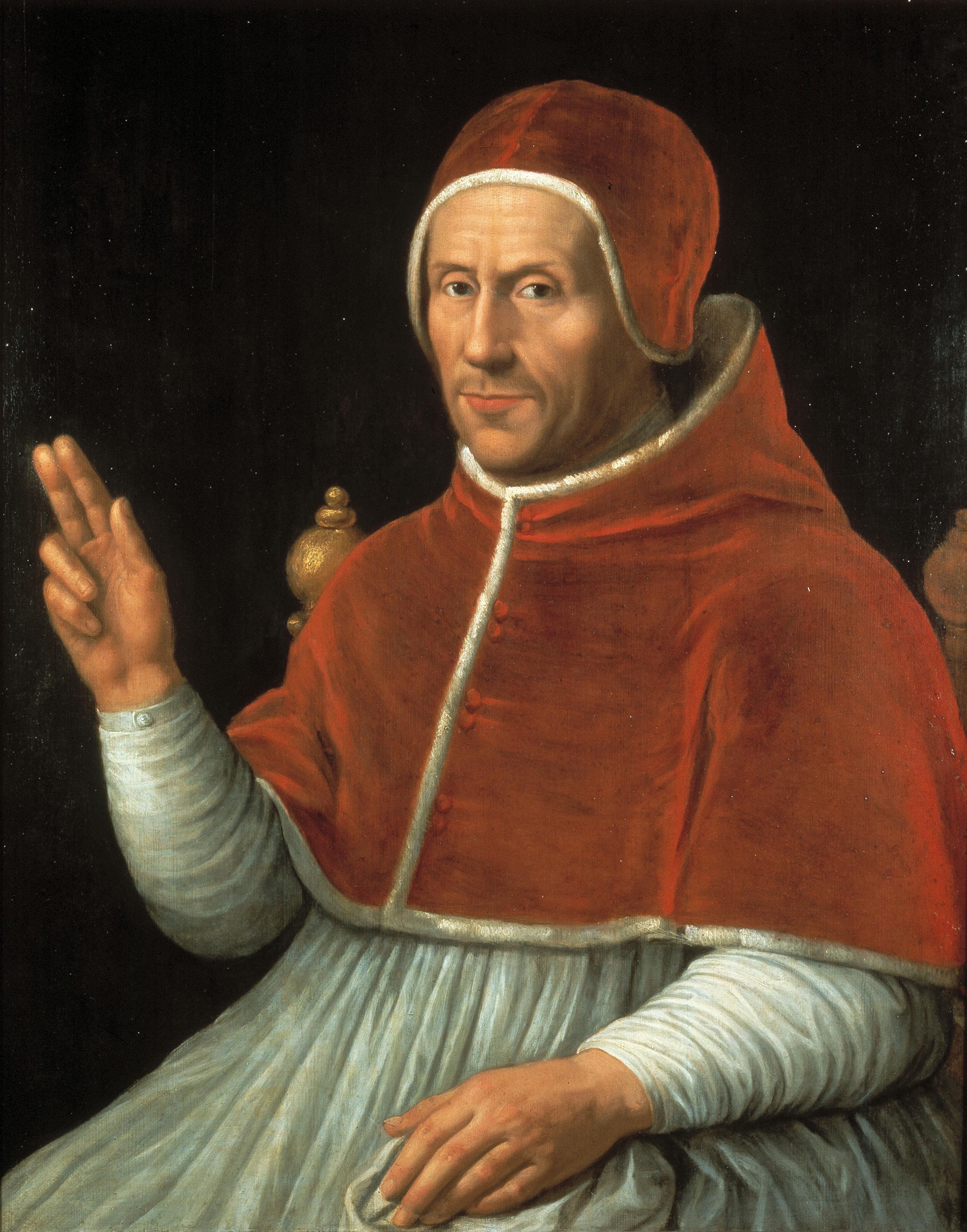
Hadrian VI., Gemälde von Jan van Scorel, 1523

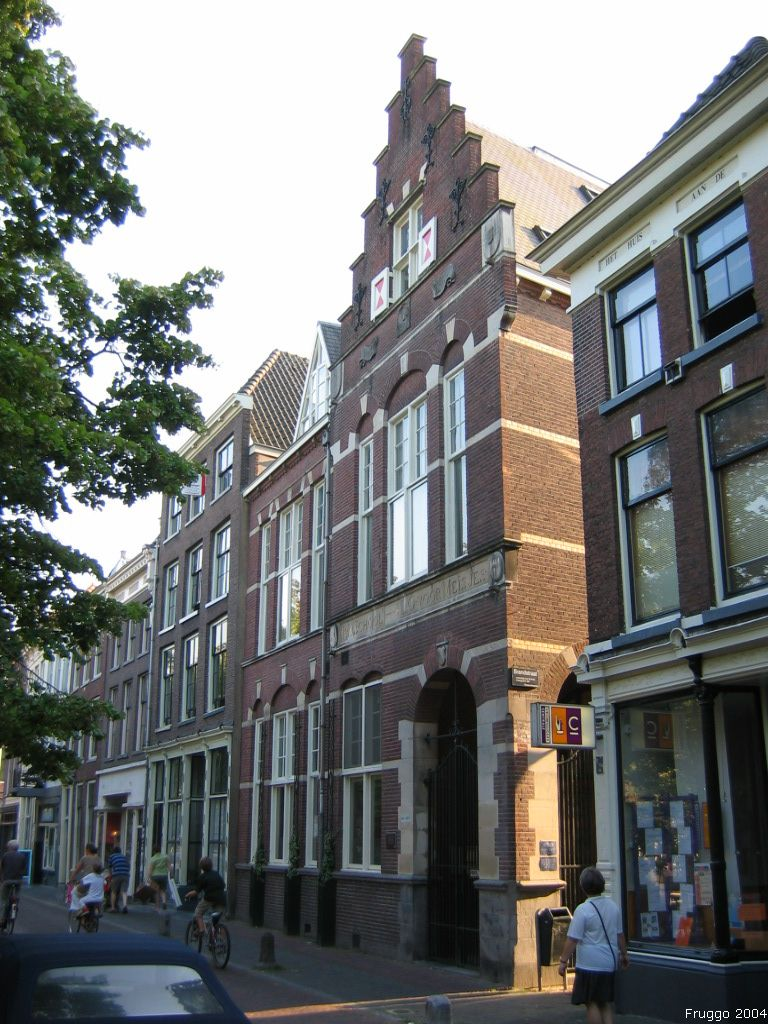
Geburtshaus des späteren Papstes

Hadrian VI., mit bürgerlichem Namen Adriaan Floriszoon (Florenszoon) Boeyens beziehungsweise Adriaan Florisz d’Edel, in damaliger Schreibweise Adriaen Floriszoon Boeiens, im Deutschen auch unter dem Namen Adrian von Utrecht bekannt (* 2. März 1459 in Utrecht; † 14. September 1523 in Rom), war vom 9. Januar 1522 bis zu seinem Tode Papst der römisch-katholischen Kirche.

## Herkunft
Adrian wurde als Sohn des Schiffszimmermanns Floris (Florens) Boeyenszoon Dedel († 1469) und von dessen Ehefrau Geertruid im Hause seines Großvaters Boudewijn in der Oude Gracht, Ecke Brandstraat (Brandsteeg), in Utrecht (Hochstift Utrecht, Burgundische Niederlande) geboren. Der Name seines Großvaters väterlicherseits ist mit Boudewijn Jansz. (oder Boeyen Jansz.) überliefert; die Abkürzung Jansz. bedeutet „Jans Sohn“ (Jans zoon). Der Großvater wird auch Boudewijn d’Edel oder Dedel genannt, womit sich eine Nähe zur adeligen und vornehmen Familie Dedel konstruieren ließ. Das päpstliche Wappen Hadrians VI. ähnelt deshalb dem der Familie Dedel. Der Familienname Boeyens ist ein Patronym zu Boudewijn (Balduin), also dem Großvater.

## Ausbildung
Nach dem Tod des Vaters gab ihn seine Mutter im Alter von zehn Jahren zu den Brüdern vom gemeinsamen Leben in Zwolle, wo er eine solide wissenschaftliche Grundausbildung erhielt; auch seine Spiritualität wurde hier nachhaltig von der Devotio moderna geprägt. Ab 1476 studierte er an der Artes-Fakultät in Löwen Philosophie, worin er 1478 einen Magister erwarb; im gleichen Jahr noch begann er das Studium der Theologie und des Kirchenrechtes, dem er sich zehn Jahre lang widmete. Nachdem er am 1. August 1490 ein Lizentiat in Theologie erhalten hatte, folgte am 8. Juni 1491 sein Doktorat in Theologie. In Lehre und Studien befasste sich Adrian von Utrecht mit der klassischen Schultheologie der Scholastik. Auch für Mathematik hatte er ein Interesse, wogegen ihn humanistische Bestrebungen und die Dichtkunst weniger berührten.

## Kirchliche und politische Karriere

Das Wappen Hadrians VI.

Nachdem er am 30. Juni 1490 in Löwen (damals Herzogtum Brabant, heute Belgien) die Priesterweihe empfangen hatte, lehrte er ab 1493 als Professor an der dortigen Universität Theologie. Bereits seit 1488 hatte er auch Vorlesungen in Philosophie gehalten. Er war ein berühmter Lehrer, den auch Erasmus von Rotterdam hörte. Von 1493 bis 1501 war er Kanzler der Universität sowie von 1493 bis 1494 und von 1501 bis 1502 deren Rektor.
Neben seiner Lehrtätigkeit war Hadrian auch als Prediger tätig, wobei er allerdings als trockener Redner galt. Als Theologe verfasste er Werke zu verschiedenen theologischen Problembereichen, so zur Sakramententheologie und zu dogmatischen und ethischen Fragestellungen. Darüber hinaus errichtete er in Löwen eine Burse für Theologiestudenten.
Bereits seit 1490 Pfarrer des großen Beginenhofs in Löwen, was er auch noch als Papst bleiben sollte, war er zudem Pfarrer im südholländischen Goedereede und ab 1497 Dekan der Stiftskirche Sint-Pieter in Löwen. Hinzu kam noch das Amt des Propstes in Utrecht und Lüttich und je ein Kanonikat in Antwerpen und Anderlecht.
Als Ratgeber und Gutachter war Hadrian weithin geschätzt und galt geradezu als das „Orakel der Niederlande“. So zog ihn auch Margarete von Österreich (1480–1530) bald als Berater an ihren Hof; 1507 bestellte ihn der spätere Kaiser Maximilian I. zum Lehrer seines Enkels, des späteren Kaisers Karl V. (als spanischer König Karl I.), den er in den klassischen Sprachen unterrichtete. So gewann Hadrian einen einflussreichen Zugang zum Herrschergeschlecht. 1509 gab er seine akademischen Ämter zugunsten seiner Tätigkeit am Hofe endgültig auf. Als Lehrer soll er zwar gütig und wohlwollend, aber auch pedantisch gewesen sein.
1516 wurde Hadrian nach Spanien geschickt, um den Herrschaftsantritt des jungen Königs Karl vorzubereiten. Am 18. August 1516 wurde er zum Bischof von Tortosa ernannt. Er erhielt noch 1516 die Bischofsweihe durch Diego de Ribera, den Bischof von Segovia. Seit November 1516 Generalinquisitor für Aragonien und Navarra, wurde er 1518 auch Generalinquisitor für León und in Kastilien. Doch war er nicht nur Inquisitor für ganz Spanien, sondern auch Gouverneur des Königs für die Provinzen Castilla und León. Zudem war er zusammen mit Kardinal Jiménez de Cisneros als Statthalter für den abwesenden König tätig. Nach Cisneros’ Tod war er alleiniger Statthalter.
In seiner Aufgabe als Statthalter war Adrian nicht nur gewissenhaft und pedantisch, sondern in seiner Art auch ungeschickt. So konnte er 1520 nicht den Ausbruch des Comuneros-Aufstands verhindern, den die Truppen Karls erst nach harten Kämpfen niederwerfen konnten.
Als Geistlicher war Adrian hoch geachtet. Am 1. Juli 1517 erhob ihn Papst Leo X. zum Kardinal und machte ihn am 16. Juli 1517 zum Kardinalpriester der Titelkirche Ss. Giovanni e Paolo.

## Pontifikat
Am 9. Januar 1522, nach dem Tod von Papst Leo X., wurde Hadrian zu dessen Nachfolger gewählt, nachdem die Wahl des erklärten Frankreich-Gegners Kardinal Schiner am Widerstand der französischen Kardinäle gescheitert war. Er war ein Kompromisskandidat, da die Interessen von Kaiser Karl V. und Franz I. von Frankreich nicht zu vereinen waren. Karl V. wollte eigentlich nicht ihn, sondern Giulio de’ Medici. Heinrich VIII. versuchte Kardinal Wolsey durchzusetzen. Schließlich wurde Adriaan Florensz von Giulio de’ Medici selbst als Konsenskandidat vorgeschlagen. Die Wahl eines Nichtitalieners stieß in Rom auf deutliche Ablehnung, die sich unter anderem in vielen Spottgedichten dokumentierte, die am sogenannten Pasquino angeheftet wurden:
«O del sangue di christo traditore

Ladro collegio chel bel vaticano

Alla tedescha rabbia hai posto in mano

Come per doglia non ti scoppia el cuore –»

Übersetzung:

„O du Verräter des Blutes Christi,

Räuberisches Kollegium, dass du den schönen Vatikan

Der deutschen Wut ausgeliefert hast:

Wieso bricht dir nicht vor Schmerz das Herz? –“
Drei Kardinäle überbrachten ihm, der nicht am Konklave teilgenommen hatte, die Nachricht von seiner Wahl, die er am 8. März 1522 annahm. Nachdem er am 25. August 1522 in Civitavecchia an Land gegangen war, fand seine Krönung am 31. August 1522 statt. Kardinal Marco Cornaro als amtierender Kardinalprotodiakon setzte ihm die Tiara auf. Als Papstnamen behielt er seinen Taufnamen bei. Das tat nach ihm lediglich noch Papst Marcellus II.
Durch sein Bestreben, von der verschwenderischen Hofhaltung der Renaissancepäpste Abstand zu nehmen, rief Hadrian schon bald die Kritik und den Widerstand der von den früheren Verhältnissen begünstigten Kleriker und Künstler hervor. Unbestritten, aber für seine Gegner auch provozierend waren sein persönlich integrer Lebenswandel, seine tiefe Gelehrsamkeit und Frömmigkeit.

### Protestantische Reformation
Hadrian VI. sah sich von Anfang seines Pontifikats an mit den allergrößten Problemen konfrontiert. Zuallererst hatte er auf die beginnende lutherische Reformation im Heiligen Römischen Reich zu reagieren. Hadrian bemühte sich, eine Kirchenspaltung zu verhindern; dafür wollte er auch seinen Landsmann und früheren Schüler Erasmus von Rotterdam gewinnen und lud ihn nach Rom ein.
Hadrian VI. korrespondierte intensiv mit Erasmus von Rotterdam. Erasmus hatte bei Hadrian VI. studiert und war ihm später öfters in Löwen begegnet. Papst Hadrian VI wollte unbedingt, dass Erasmus als Berater nach Rom kommt, um ihn bei der Kirchenreform zu unterstützen und um Rom vom Übel des Nepotismus und der Verweltlichung zu reinigen. Erasmus bot seinen Rat und volle Unterstützung an, bedauerte jedoch zutiefst aufgrund gesundheitlicher Probleme (langjähriges Nierenleiden) das Angebot von Papst Hadrian momentan nicht annehmen zu können. Erasmus versicherte dem Papst seine völlige Loyalität – besonders bzgl. Martin Luther, wobei Erasmus eine friedliche Lösung wollte.
Mit einer durchgreifenden Reform der Kirche versuchte Hadrian VI., die Auswirkungen der Reformation aufzuhalten. Unter anderem schränkte Hadrian den Luxus der päpstlichen Hofhaltung ein, ebenso die Gewährung von Ablässen und Pfründen. Die Risse waren jedoch bereits zu groß, und eine Umsetzung des Wormser Edikts war nicht mehr möglich, da der Reichstag in Nürnberg, der von 1522 bis 1523 tagte, die Entscheidung verschob. Gleichwohl bemerkenswert bleibt das Schuldbekenntnis, das Hadrian am 3. Januar 1523 durch seinen Legaten auf dem Reichstag verlesen ließ: Gott lasse diese Wirren geschehen „wegen der Menschen und sonderlich der Priester und Prälaten Sünden“.

### Osmanische Bedrohung und habsburgisch-französischer Gegensatz
Ein weiteres drängendes Problem, mit dem sich der neue Papst beschäftigen musste, waren das damals aggressiv expandierende osmanische Reich und die daraus resultierenden Türkenkriege. Nach der Belagerung von Rhodos (1522) und dessen schließlicher Eroberung durch die Osmanen unter Süleyman I. musste der Johanniterorden seinen dortigen Sitz aufgeben. Er wich zunächst nach Kreta aus und um 1530 nach Malta, das er zum neuen Hauptsitz ausbaute.
Auch der Konflikt zwischen den Habsburgerkaisern und der französischen Krone erwies sich als ein nicht lösbares Problem. Das Reich und das mit den Osmanen paktierende Frankreich rangen um die Hegemonie im westlichen Europa, wobei vor allem die kriegerischen Auseinandersetzungen in Italien an Schärfe zunahmen.

### Kardinalsernennungen

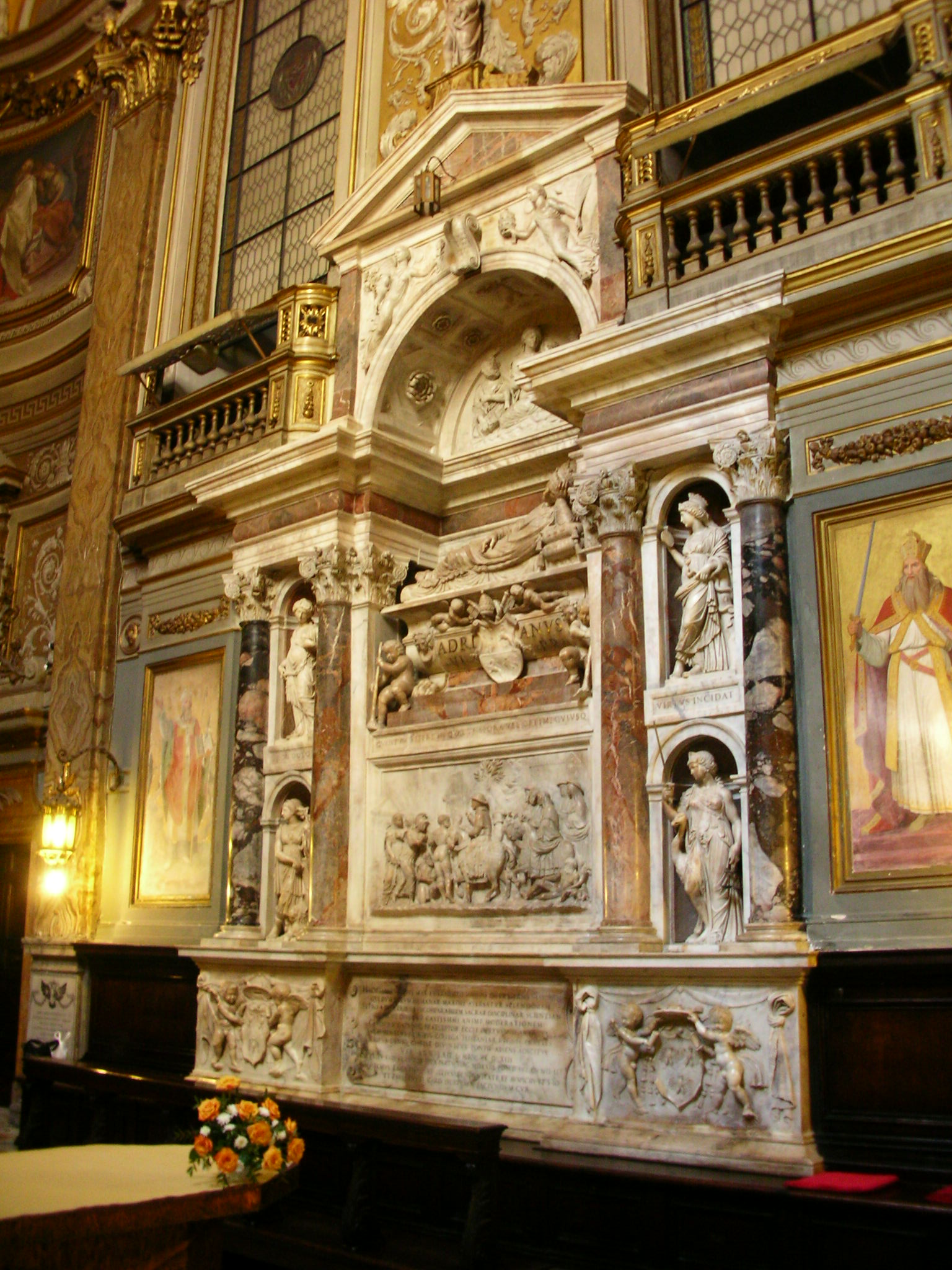
Das Grabmal Papst Hadrians VI.

Der Papst nahm innerhalb seines kurzen Pontifikates lediglich die Erhebung eines einzigen Kardinals vor. Dies geschah am 10. September 1523. Bei dem Erwählten handelte es sich um Wilhelm III. von Enckenvoirt, den Bischof von Utrecht, der Heimat des Papstes. Er hat auch seinen geschätzten Landsmann Erasmus von Rotterdam, dessen „Kraft des Geistes“ und „vielseitige Gelehrsamkeit“ und Rat Hadrian sehr schätzte, die Kardinalsernennung angeboten, was dieser aber aus Altersgründen und wegen schwacher Gesundheit nicht annehmen wollte.

## Tod
Nach kurzer Amtszeit verstarb der Papst im Spätsommer 1523. Hermann Schreiber kommt in seinem Buch Geschichte der Päpste zu dem Schluss, dass Hadrian VI. wohl vergiftet wurde. Das Lexikon der Heiligen und Päpste geht jedoch von einem nicht unwahrscheinlichen Fiebertod aus, da in den damals noch nicht trockengelegten Sümpfen rund um den Vatikan Stechmücken zur Plage wurden. Er wurde zunächst im Petersdom, später in der Santa Maria dell’Anima in Rom beigesetzt. Die Kirche geht auf eine Hospizstiftung des Ehepaars Petri aus dem niederländischen Dordrecht im 14. Jahrhundert zurück.
Sein Freund Wilhelm von Enckenvoirt ließ ihm ein kostbares Grabmal errichten, dessen vielzitierter, auf Hadrian selbst zurückgehender Denkspruch das Wirken dieses Papstes, der trotz besten Bemühens an den übermächtigen Zeitumständen scheiterte, zutreffend benennt: „Proh dolor! Quantum refert in quae tempora vel optimi cujusque virtus incidat! – Ach, wieviel hängt doch davon ab, in welche Zeit auch des besten Mannes Wirken fällt!“
Das Grabmal wurde im 17. Jahrhundert massiv verändert. Ursprünglich thronte auf der Spitze eine Skulptur, die eine schwangere Frau zeigte, deren rechtes Bein ein Kind umklammerte. Sie hielt eine Taube in der linken Hand. Die Skulptur verkörperte offensichtlich die Liebe. Auf der darunterliegenden Etage befanden sich zwei Skulpturen, die links den Glauben und rechts die Hoffnung symbolisierten. Offensichtlich bezogen sich die Figuren auf 1. Korintherbrief: „Für jetzt bleiben Glaube, Hoffnung, Liebe, diese drei; doch am größten unter ihnen ist die Liebe.“ (1 Kor 13,13 EU). Die drei Skulpturen wurden entfernt. Auf der Spitze des Grabmals befindet sich heute eine Skulptur, die den Glauben symbolisiert. Sie entspricht nicht der ursprünglichen Figur für den Glauben. Matthäus Greuther fertigte zwei Kupferstiche des ursprünglichen Grabmals im Jahr 1630 an.
Hadrian war der bis zur Wahl Benedikt XVI. letzte Papst aus dem germanischen Sprachraum. Er ist der bislang einzige Papst aus den heutigen Niederlanden und war bis zur Wahl von Papst Johannes Paul II. im Jahr 1978 der letzte nichtitalienische Papst. Die Bruderschaft von Santa Maria dell’Anima kündigte am 17. November 2010 im Anschluss an ein Symposion über Papst Hadrian VI. an, dass sie beabsichtige, für ihn das Seligsprechungsverfahren zu beantragen.